# Vydūnas

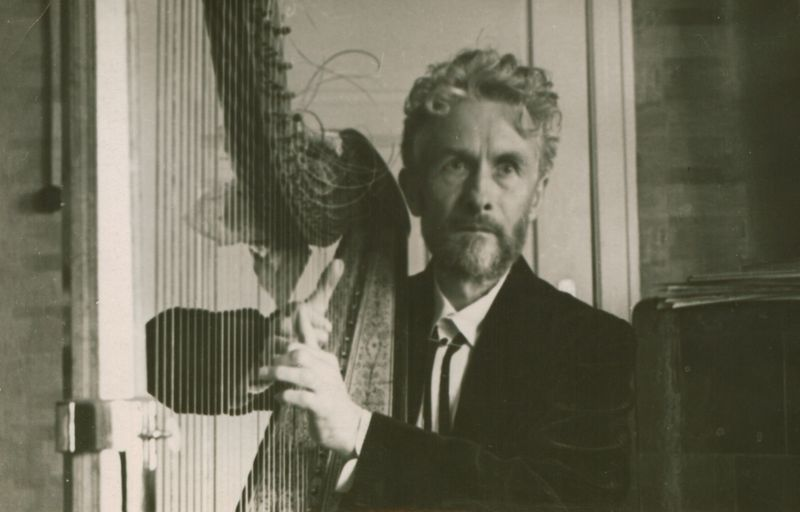
Vydūnas

Vydūnas, egentligen Wilhelm Storost eller Vilhelmas Storosta, (född 22 mars 1868 Jonaten, Preussen - död 20 februari 1953 Detmold, Västtyskland) var en Preussisk-litauisk filosof, författare, musiker, pedagog och kulturlärare.